# Pont de Fourques
Le pont de Fourques ou ancien pont de Fourques est un pont suspendu qui franchit le Petit-Rhône et est situé entre Fourques dans le Gard et Arles dans les Bouches-du-Rhône, en France.
Le pont est inscrit aux monuments historiques depuis le 6 juillet 1988,.
Le pont est fermé à la circulation, en attente d'une restauration hypothétique, depuis 2023. Seuls les piétons et les vélos peuvent désormais traverser.
Un pont plus récent se situe en aval.